# Garganega
La Garganega è un vitigno a bacca bianca. Il più importante delle province di Verona e Vicenza, la varietà che domina le colline della DOC Soave.
Non possiede una aromaticità spiccata, ma un piccolo patrimonio di profumi di cui la mandorla e i fiori bianchi sono i più nitidi; ha uno sviluppo biologico molto lungo, tanto da giungere a maturazione in ottobre; ha una buccia dura e particolarmente gialla (quasi rosa) quando è matura. Non ha un'acidità preponderante, ma piuttosto un equilibrio di estratti e zuccheri. Recenti studi sul DNA del Garganega, hanno verificato le forti analogie, e per un clone anche l'assoluta identicità, con il profilo genetico della varietà Grecanico dorato e con la Malvasia de Manresa, un vitigno spagnolo quasi estinto.

## Storia
È possibile che il primo riconoscimento ufficiale risalga al 1200 nel celebre trattato di Pietro de' Crescenzi nel quale si parla di Garganica, ma è certo che tracce di questo nome e del vitigno vi fossero almeno dall'anno 1000. In vari trattati si considera quest'uva dorata come l'ideale per la produzione dei dolci e passiti vini Retici.
Vi sono numerose testimonianze che la fanno appartenere alla grande famiglia dei Trebbiani e quindi l'origine etrusca non sembra in discussione, visto anche l'impianto a pergola (più alto di quello di origine greca) dagli Etruschi sperimentato e poi diffuso in gran parte dell'Italia nord orientale. Inoltre ci sono molti studiosi a scommettere sulla vicinanza di carattere della Garganega con altri vitigni come il sardo Nuragus, il veneto Glera e il più meridionale Grecanico.
Una delle caratteristiche riconosciuta immediatamente, e giunta fino a noi quasi intatta, è la consistente differenza tra alcuni cloni fondamentali. Pier de Crescenzi già parlava di una sottovarietà Femina, molto fruttifera, ed una Mascula, praticamente sterile. Un lavoro ampelografico più approfondito è stato fatto praticamente solo dal 1970 in poi, anche se le sue conclusioni non sono dissimili dalle ricerche fatte negli ultimi due secoli da numerosi studiosi come De Leonardis, Marzotto, e Cosmo.

## Caratteristiche ampelografiche
Gli ultimi studi effettuati sul territorio, frutto della collaborazione tra produttori e istituzioni di controllo e ricerca, fanno emergere almeno quattro sottovarietà, di cui due realisticamente protagoniste del Soave attuale.
1. La Garganega Tipica, denominata dal Perez bianca o dal Cosmo comune. È la sottovarietà più diffusa, in collina come in pianura. Ha un vigore moderato, il grappolo è più o meno alato, abbastanza lungo, l'acino è sovente piuttosto grosso, anche se la giacitura (il tipo di sottosuolo) e il microclima possono influenzare proprio quest'ultimo aspetto, dando origine a chicchi decisamente minuti. La maturazione tardiva della Garganega rende l'area del Soave una di quelle in Italia in cui la vendemmia si chiude ancora oggi, malgrado la inesorabile desertificazione, ad ottobre inoltrato, quasi fosse una varietà rossa come l'Aglianico del Vulture o il Nebbiolo della Valtellina.
2. La Garganega Dario, individuata nella particolare area di Brognoligo, frazione del comune di Monteforte, è una probabile parente di quella che il Marzotto definiva la Garganega grossa. Ha un grappolo più compatto della bianca, il suo acino è di maggiori dimensioni e la sua raccolta è ugualmente tardiva. Le sue caratteristiche fisiologiche hanno fatto emergere una particolare inclinazione per i terreni di pianura, mentre è più difficile reperirla in collina.
3. La Garganega Verde ha un grappolo molto bello, sia perché la sua ala è delicata sia per la densità dei chicchi che è così rada da renderlo spargolo, l'acino è più piccolo, mentre la sua vocazione privilegia le zone occidentali di Soave e parte del territorio di Costeggiola (frazione di Soave).
4. La Garganega Agostega ha un acino grosso ed una maturazione molto più precoce delle altre. Alcuni sostengono che la tendenza a marcire abbia determinato un progressivo abbandono della sua coltura, tanto che si può trovare solo in alcuni vigneti tra Soave e Monteforte.

## Presenza sul territorio
La sua presenza abbraccia un largo territorio che parte dalle colline moreniche mantovane (Monzambano, Volta Mantovana, Ponti sul Mincio), passando per il Garda e le colline moreniche veronesi, dove rientra nella denominazione Custoza, ed arriva fino alla fine dei Colli Berici, sconfinando nei padovani Colli Euganei (Torreglia, Galzignano Terme e Arquà Petrarca).
Nella Valpolicella Classica il suo utilizzo si è ristretto ad alcuni vini bianchi passiti, anche se molti contadini ottengono dalla garganega il vino bianco di tutti i giorni, talvolta venduto in damigiana. In questo territorio, più vocato ai rossi, il vino bianco ha una visceralità e una forza rustica che lo distinguono dalle versioni più fini che cominciano a farsi vive dalla zona orientale della provincia di Verona. Infatti già nella Valpolicella "allargata" (la zona non Classica), in particolare nei comuni di Mezzane e Illasi, la Garganega assume sfumature dalla mineralità più sottile, i delicati aspetti floreali del vitigno si avvertono e sostituiscono le sensazioni più "legnose" (quasi di corteccia) che appartengono ai territori occidentali e che ritroveremo in altre zone.
Nella zona del Soave non Classico, il vitigno veneto restituisce parte della sua lievità olfattiva e le aggiunge una quota di muscoli: il punto sta nel dosarne la naturale esuberanza produttiva evitando vini troppo diluiti ma anche prodotti troppo grossi che le farebbero perdere spontaneità. Questa naturalezza sembra invece manifestarsi nei comuni di Soave e Monteforte, la zona del Soave classico: qui è la composizione del terreno, accanto alla consuetudine interpretativa, a fare la differenza ed abbiamo di conseguenza un'armonia leggiadra ed una continuità tra naso e bocca. A Gambellara, appena entrati in provincia di Vicenza, la garganega, qui declinata al maschile e dunque garganego, offre l'altra sua versione più interessante e ricca di potenzialità: lungi dall'essere sottile e raffinata come nel Soave, acquista una mineralità più pronunciata e una struttura gustativa quasi tannica, al punto da rappresentare un bianco deciso dalle ambizioni gastronomiche completamente diverse da quelle del Soave. 
Nel Vicentino troviamo ancora garganega nei Colli Berici, territorio dalle notevoli possibilità, e poi in qualsiasi vigneto della settentrionale area di Breganze è possibile reperire filari di questo vitigno raramente vinificato in purezza. In provincia di Padova, ed in particolare nei Colli Euganei, ed in totale controtendenza con quello che il mercato farebbe intuire, vi sono alcuni produttori che stanno mettendo a punto bianchi a base di garganega ispirandosi proprio ai migliori esempi di Soave.

## Superficie coltivata in Italia
| Anno   | 1970  | 1982  | 1990  | 2000  | 2010  |
| ------ | ----- | ----- | ----- | ----- | ----- |
| Ettari | 13799 | 12484 | 13048 | 11636 | 10253 |